# 弗朗茨·托斯特
弗朗茨·托斯特（德語：Franz Tost，1956年1月20日—），奥地利前赛车手。他曾担任艾法托利車隊的领队。
托斯特参加过福特方程式和三级方程式比赛。然后他学习了运动科学和管理，在奥地利Walter Lechner赛车学校担任团队经理。他于1993年加入威利·韦伯的经纪公司。他最初负责管理WTS三级方程式车队，然后照顾年轻的拉夫·舒馬赫的职业生涯。
2000年拉尔夫加盟威廉姆斯车队，托斯特跟随他加入威廉姆斯车队的引擎供应商宝马，担任运营经理直到2006年。2006年1月他成为新成立的紅牛第二車隊领队。
2020年，红牛第二车队更名为阿尔法托利车队，托斯特仍然留任车队领队。
2023年4月，阿尔法托利车队宣布在担任车队领队18年后，托斯特将在2023年赛季结束后从车队退休，目前担任法拉利车队运动总监的劳伦特·梅基斯将在未来加入车队担任领队。